# Aleksandra Polikarpova
Aleksandra Viktorovna Polikarpova (en russe : Александра Викторовна Поликарпова) est une ancienne joueuse de volley-ball russe née le 3 juin 1990. Elle mesure 1,80 m et jouait au poste de passeuse. 

## Clubs
| Club            | De        | À         |
| --------------- | --------- | --------- |
| Leningradka-2   | 2006-2007 | 2008-2009 |
| Leningradka     | 2009-2010 | 2011-2012 |
| SDOUSCHOR-Ekran | 2012-2013 | 2013-2014 |